# Château de Castelnau-Bretenoux
Pour les articles homonymes, voir Château de Castelnau (homonymie) et Castelnau.
Le château de Castelnau-Bretenoux situé sur le territoire de la commune française de Prudhomat, dans le département du Lot, est la forteresse médiévale, qui n'a jamais été assiégée, la plus imposante du Quercy. Il appartient à l'État, est affecté au ministère de la Culture et est ouvert au public par le Centre des monuments nationaux.

## Localisation
Le château se dresse à 900 mètres à l'est de Prudhomat, dans le département français du département du Lot. À ses pieds s'est établi un bourg castral depuis le XIIIe siècle.

## Historique

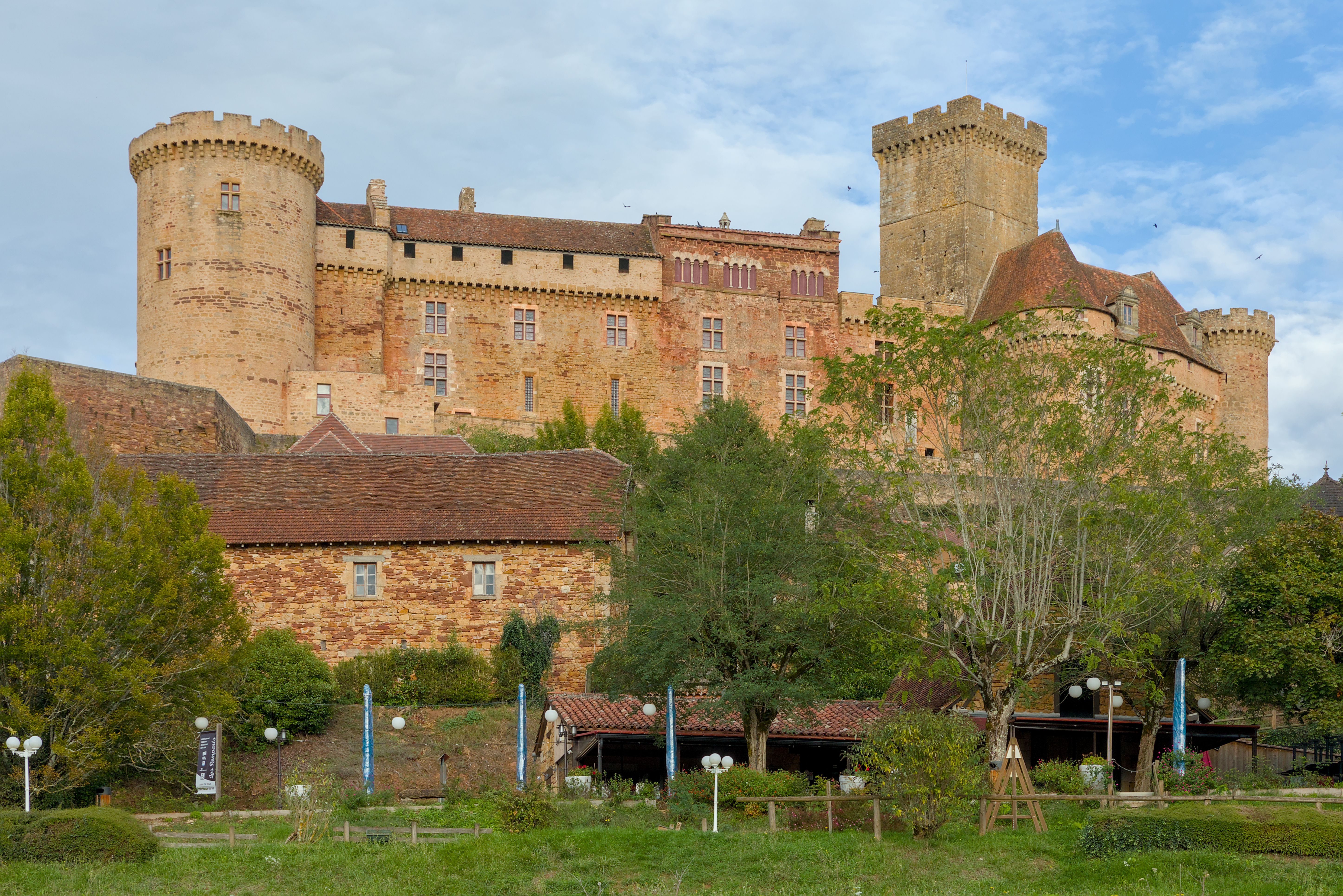
Vue d'ensemble.

La construction du château s’est déroulée sur plusieurs siècles, du XIIe au XVIIe siècle. Son origine remonte à Hugues de Castelnau, qui fait édifier une enceinte autour de son domaine. Il est l’ancêtre d’une lignée familiale très puissante, baronnie inféodée aux comtes de Toulouse et qui prospère dans une région riche en ressources agricoles.
De sa période médiévale, on retrouve le donjon carré et un logis seigneurial. Il fut ensuite réaménagé au XVe siècle pour s’adapter à l’artillerie naissante. Il sera pris par Henri II Plantagenêt mais redeviendra propriété des barons de Castelnau à l’issue de la guerre de Cent Ans.

### Famille de Castelnau
La tradition veut que le sire de Castelnau, écuyer de Louis IX, ait rapporté d'Afrique une relique insigne du roi, le bras droit, conservé dans un reliquaire (une pièce sur âme de bois constituée d'une main en cuivre sur un bras d'argent). En réalité, il s'agit plus probablement d'un cadeau apporté en dot en 1542 par Louise de Bretagne à son mari Gui Ier, baron de Castelnau.

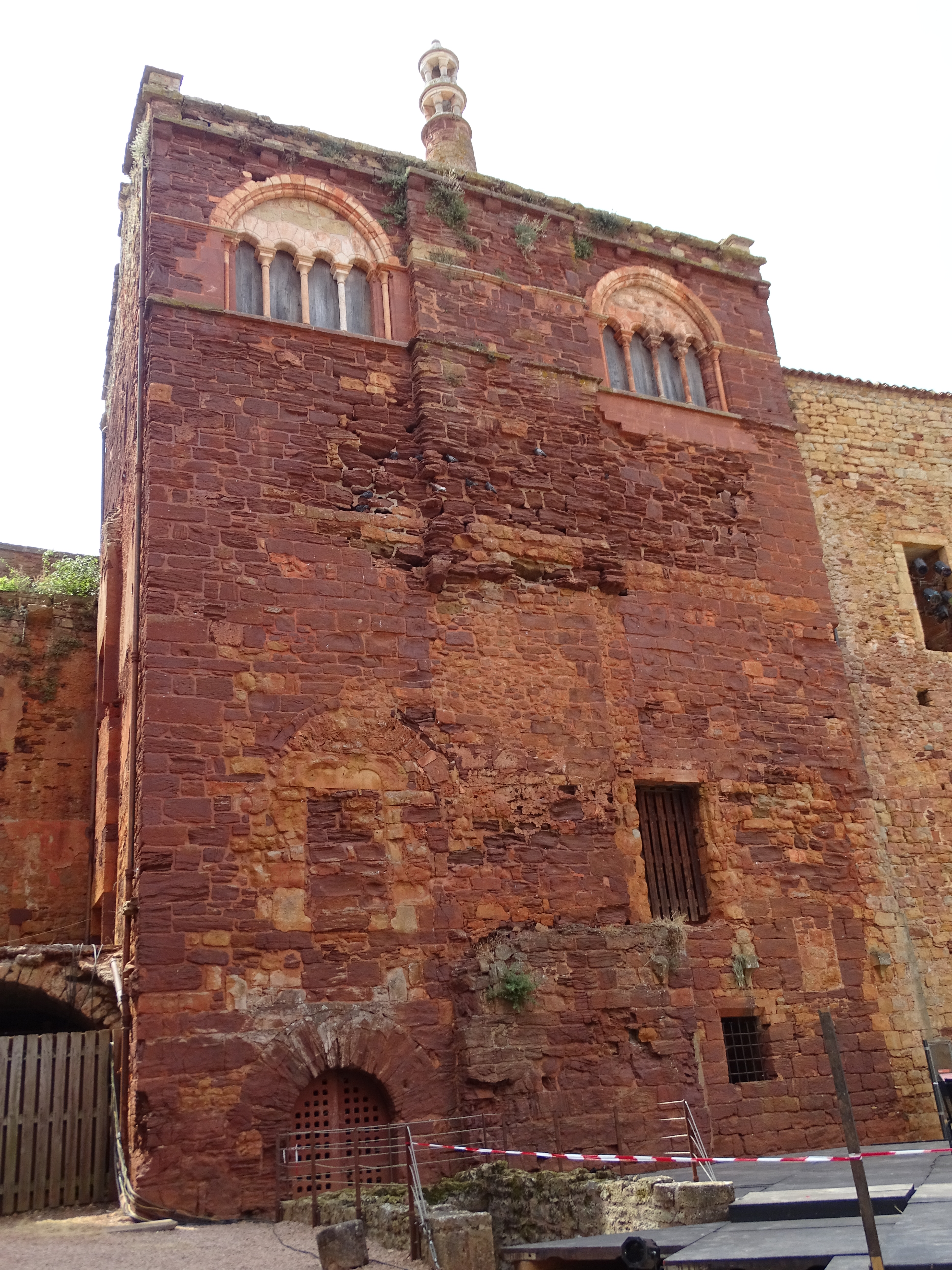
Tour de l'auditoire.

La première mention d'un seigneur de Castelnau date de 860. La seigneurie de Castelnau est bordée par la vicomté de Turenne, le comté d'Auvergne, la baronnie de Gramat et la seigneurie de Saint-Céré.
Hugues de Castelnau est cité dans le cartulaire de Beaulieu en 1000-1108 comme présent à la donation faites pour l'église Saint-Gilles de Bonneviole. La charte XXXIX permet de préciser à partir du don fait en 926 par Aytrude, veuve de Matfred et mère d'Étienne, père d'Hugues de Castelnau marié à Alpasie et père de Gerbert, Robert et Bernard. Pour Guillaume Lacoste, ce Hugues de Castelnau est le fondateur du château de Castelnau-Bretenoux.
En 1031, le cartulaire de l'abbaye de Beaulieu signale Hugues de Castelnau qui est abbé laïc de Beaulieu et doit répondre des accusations des moines au concile provincial de Limoges. En 1076 il est question d'un autre Hugues II de Castelnau, fils du précédent, qui fait des travaux de construction dans le château. Il semblerait que l'emplacement initial du château était plus proche de Bretenoux avant d'être construit sur le site actuel. En 1095, Hugues II est excommunié par le pape Urbain II.
En octobre 1096, départ pour la première croisade de l'armée du comte de Toulouse, Raymond de Saint-Gilles, à la tête d'un certain nombre de ses milites et clientes : le vicomte Raymond Ier de Turenne, père de sa future belle-fille, Géraud III de Gourdon, Raymond d'Espère et plusieurs chevaliers des maisons de Béduer, Cabrerets, Cardaillac, Castelnau-Bretenoux, Castelnau-Montratier, Montpezat, Luzech, Pestillac, Saint-Cirq-Lapopie et Thémines.
En 1108, Bertrand de Saint Gilles, après avoir remis le comté de Toulouse à Alphonse Jourdain, son frère alors âgé de cinq ans, part en Palestine. Il amène avec lui Géraud III de Gourdon, Géraud de Cardaillac, évêque de Cahors, Dieudonné de Barasc, seigneur de Béduer et Hugues de Castelnau-Bretenoux. Ces croisés partent en 1109 par Pise.
En 1112, Gerbert Ier de Castelnau, fils de Hugues II, reçoit Géraud de Cardaillac, évêque de Cahors.
Henri II Plantagenêt fait le siège du château qui dépend de Gerbert II, le fils de Gerbert Ier, et le force à capituler en 1159.
En 1178, la seigneurie de Saint-Céré est donnée à Raymond II, vicomte de Turenne, par le comte d'Auvergne. Le vicomte de Turenne se trouve alors maître d'un territoire qui enserre la baronnie de Castelnau. La lutte entre les deux seigneuries va s'exacerber.
Le comte de Toulouse est le suzerain du baron de Castelnau, mais il transfère en 1184 à perpétuité au vicomte de Turenne l'hommage que lui doit le baron de Castelnau. Bernard de Castelnau cherche alors à se mettre sous la protection du roi de France Philippe II Auguste. Il lui rend hommage pour ses terres en 1211. La sœur de Bernard, Hélis, a épousé Raymond II de Turenne.
Le conflit entre le vicomte de Turenne et le baron de Castelnau va conduire l'Église à intervenir. Le lien vassalique des Castelnau aux Turenne est confirmé le 12 juin 1219 et accepté par le fils de Bernard, Maffre II. Ce lien est confirmé en 1221 en présence des abbés de Tulle et de Martel. Le baron de Castelnau doit faire porter solennellement au vicomte de Turenne une redevance… d'un œuf.
En 1248, un baron de Castelnau prend la croix et accompagne Louis IX à la septième croisade.
En 1277, le village de Bretenoux obtient du baron Guérin une charte communale.
En 1280, le baron de Castelnau réussit à obtenir de rendre hommage au roi de France. Philippe III fait écrire dans un acte que « malgré les gens du roi d'Angleterre, les possessions des Castelnau ne pouvaient être mises hors la main du roi de France ».
Maffre III de Castelnau épouse en 1293 Alasie de Calmont d'Olt.
Le roi Philippe IV le Bel confirme en 1308 l'acte de Philippe III au profit du baron de Castelnau. Le Quercy va jouer un rôle important à la limite entre les domaines du roi de France et du roi d'Angleterre.

### Famille de Castelnau-Calmont
En 1315, Hugues III de Castelnau-Calmont (1294-1356) hérite des biens des Calmont d'Olt qui comprend les villes d'Espalion et de Saint-Côme et des domaines dans les diocèses de Rodez et de Cahors.
Il obtient la confirmation de l'hommage au roi de France en 1318. Il se marie d'abord avec Aigline Duèze, nièce du pape Jean XXII. Après la mort de sa femme en 1323, il se remarie avec Maralde de Canillac, sœur de Raymond de Canillac, archevêque de Toulouse. Il est fait prisonnier par les Anglais d'Henri de Lancastre en 1345 au cours du siège de Bergerac. Puis libéré contre rançon. La même année, il accorde une charte communale dans laquelle il est écrit qu'il veut renforcer les défenses du château.
En 1329, Pierre de Castelnau-Bretenoux, frère de Hugues III est évêque de Rodez. En 1370, Bégon de Castelnau-Calmont, fils de Hugues III, est évêque de Cahors.
Après la bataille de Poitiers au cours de laquelle meurt Hugues III, le traité de Brétigny fait passer le Quercy sous suzeraineté du roi d'Angleterre en 1360. Son fils doit alors rendre hommage au roi d'Angleterre et accompagner en 1367 le Prince Noir dans son expédition en Castille. Dès 1369, Jean Ier de Castelnau-Calmont (1350-1395), fils de Hugues III, est un fidèle du roi de France, Charles V. Il est successivement gouverneur de Guyenne et capitaine général en Languedoc.

### Famille de Castelnau-Caylus
En 1395, à la mort de Jean Ier de Castelnau-Calmont, les biens passent à son neveu, Pons Ier de Castelnau-Caylus († 1419) fils d'Hélène de Castelnau, petit-fils d'Hugues III et époux de Catherine  de Roquefeuil (14 janvier 1396). Il rend hommage en 1396 au roi Charles VI.
Lui succède Antoine de Castelnau-Caylus (1419-1465), nommé en 1442 lieutenant général du roi Charles VII en Quercy.
Jean de Castelnau-Calmont est évêque de Cahors entre 1438 et 1460. Il réunit plusieurs fois les États du Quercy au château de Castelnau. Il prend la tête des troupes qui chassent les Anglais du Quercy.
Puis vient Jean II (1465-1505), fils d'Antoine, qui a été chambellan de Louis XI et l'a soutenu dans sa guerre contre Jean V d'Armagnac. Il a souhaité la construction de l'église de Castelnau. Édifiée par son fils Jacques, elle est devenue une collégiale à la suite d'une bulle du pape Jules II.
En 1499, Jacques de Castelnau-Caylus a épousé Françoise de La Tour d'Auvergne, fille du vicomte de Turenne. La mariée amène en dot les seigneuries de Gagnac et Bétaille. Il rend hommage en 1505 au roi Louis XII pour l'ensemble de ses fiefs. Il l'accompagne en 1512-1513 pendant les guerres d'Italie. Il est de retour à Castelnau en 1514, peu avant sa mort. Jean III de Castelnau-Caylus, second fils de Jean II, succède à son frère, mais il meurt sans descendance.
Le troisième fils de Pons Ier de Castelnau-Caylus a épousé Antoinette Guilhem de Clermont-Lodève. Il recueille les biens de la maison de Clermont-Lodève dont il prend le nom.

### Famille de Castelnau-Clermont-Lodève

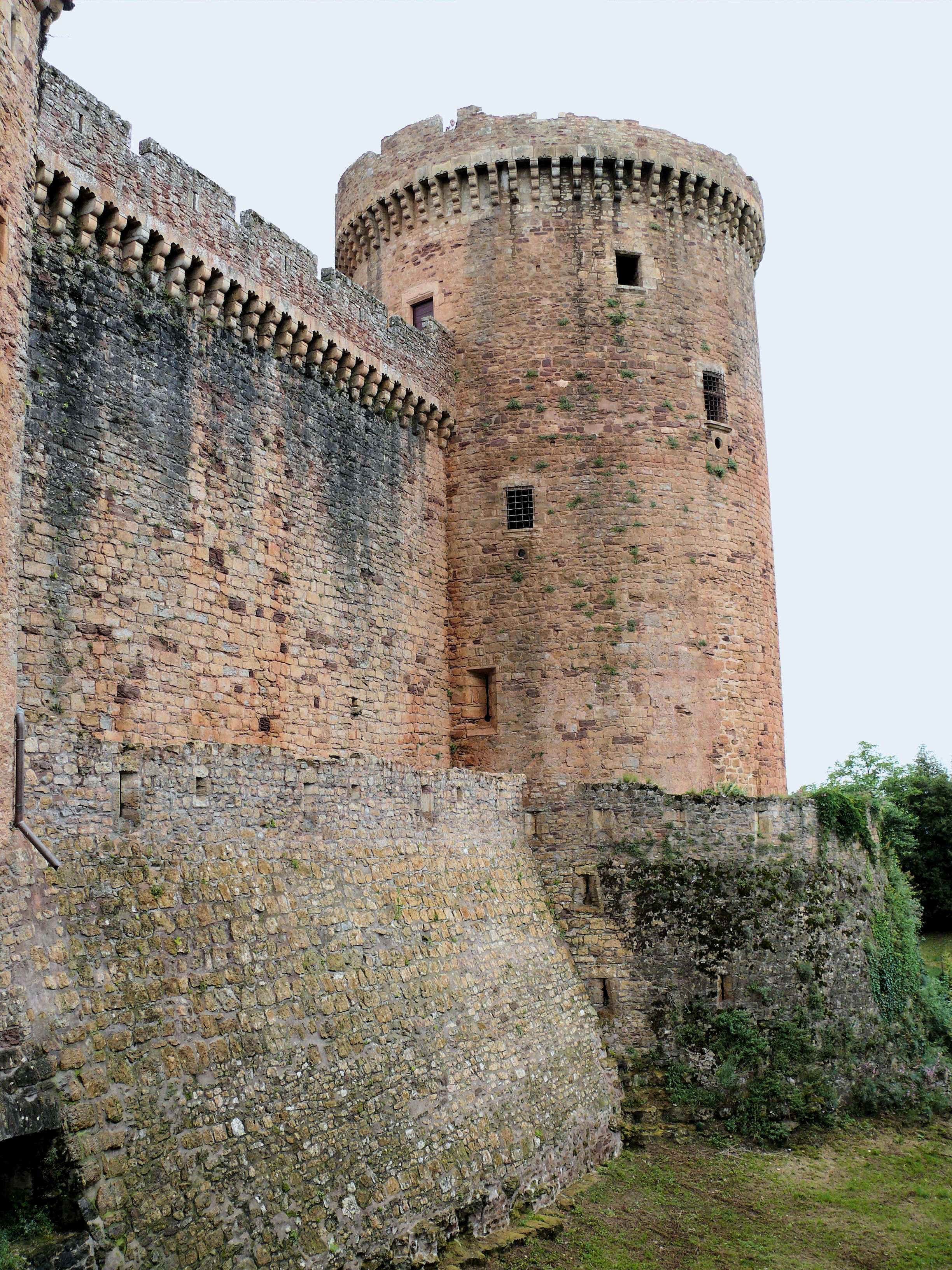
Tour de flanquement et courtine protégées par une fausse braie.

En 1530, à la mort de Jean III de Castelnau-Caylus, conformément au testament de Jean II, les biens et titres passent à Pierre Guilhem de Clermont-Lodève († 1537), descendant de Pons Ier de Castelnau-Caylus. Il a épousé Catherine, fille de Pierre d'Amboise. Puis, le 26 mai 1514, il épouse au château de Castelnau, en présence de Jacques de Castelnau-Caylus, Marguerite de La Tour d'Auvergne († 1572).
En 1502, François Guillaume de Castelnau de Clermont-Lodève (1480-1540), fils de Pierre Guilhem de Clermont-Lodève et de Catherine d'Amboise, sœur du cardinal Georges d'Amboise, devient archevêque de Narbonne. Il est le doyen du Sacré collège à sa mort en 1540.
En 1537, l'aîné des fils, Jacques, ayant abandonné son droit d'aînesse pour une vie ecclésiastique, c'est Gui Ier de Castelnau-Clermont qui hérite des titres. Il épouse en 1542 Louise de Bretagne-Avaugour. Il meurt en 1544, laissant un fils posthume Gui II. Après le décès de son mari, Louise de Bretagne-Avaugour, va être dame d'honneur d'Élisabeth de France, épouse du roi d'Espagne Philippe II. Gui II se marie en 1565 avec Marguerite de Bernuy, riche héritière toulousaine. Fidèle catholique, il meurt pendant la prise de Cahors par les troupes d'Henri III de Navarre en 1580. Louise de Bretagne a alors assuré l'éducation des quatre enfants de Gui II. Elle resta très attachée au château jusqu'à sa mort en 1608.
La baronnie passe à Alexandre de Castelnau-Clermont (1590-1621) qui va modifier les appartements. Il se rallie à Henri IV en 1593. Il a reçu avec son épouse, Charlotte de Caumont, le poète François de Maynard qui évoque les fêtes données au château de Castelnau.
Le fils d'Alexandre, Gabriel-Aldonce, passe l'essentiel de sa vie dans son hôtel parisien. Il laisse la baronnie à son propre fils Louis-François, à sa mort en 1657. À la mort de Louis-François, son frère Louis Guilhem abandonne l'habit ecclésiastique et épouse Jeanne-Thérèse d'Albert, fille du duc de Luynes, Louis-Charles d'Albert. De cette union naît un fils, Constance de Castelnau. Le baron Louis Guilhem meurt en 1705 et son fils en 1715.
En 1715 après la mort du dernier Castelnau, le château ne sera plus entretenu et se dégradera pendant presque deux siècles. La Baronne de Castelnau Jeanne Thérèse Pélagie d’Albert de Luynes (1675-1756), épouse de Louis Guilhem disparu en 1705, hérite des possessions de la famille de Castelnau-Clermont à la mort de son fils Constance mort en 1715.
En 1720 elle vend les titres et les terres de Clermont-Lodève.
En 1756 elle lègue la baronnie de Castelnau et certains domaines à la famille d’Albert dont apparaît par succession, pour le domaine de Castelnau (environ 15 paroisses et 200 villages) son neveu Charles Marie Paul André d'Albert de Luynes (1783-1839), VIIe duc de Luynes et de Chevreuse.
Le 6 nivôse de l'an II (26 décembre 1793), un commissaire de la République commande « au ci-devant duc » d'Albert de Luynes de démolir le pont-levis et les tours du château et de remblayer les fossés. L'été suivant, le conseil général du département du Lot demande la destruction publique des actes établissant les droits féodaux. La mémoire collective a gardé le récit de pillages et d'incendies des archives des châteaux.

### Les quinze propriétaires du château de Castelnau-Bretenoux de 1830 à 1930

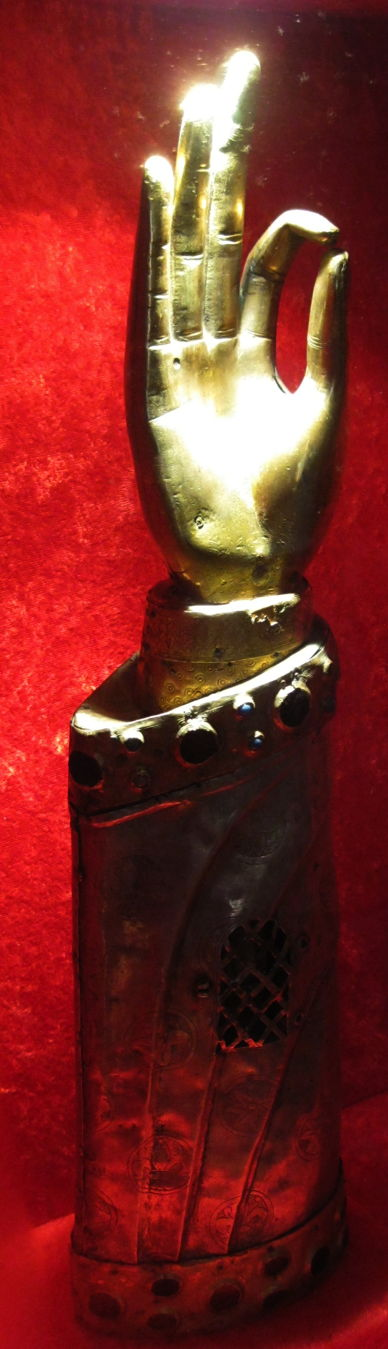
Bras reliquaire de saint Louis, conservé dans le musée lapidaire.

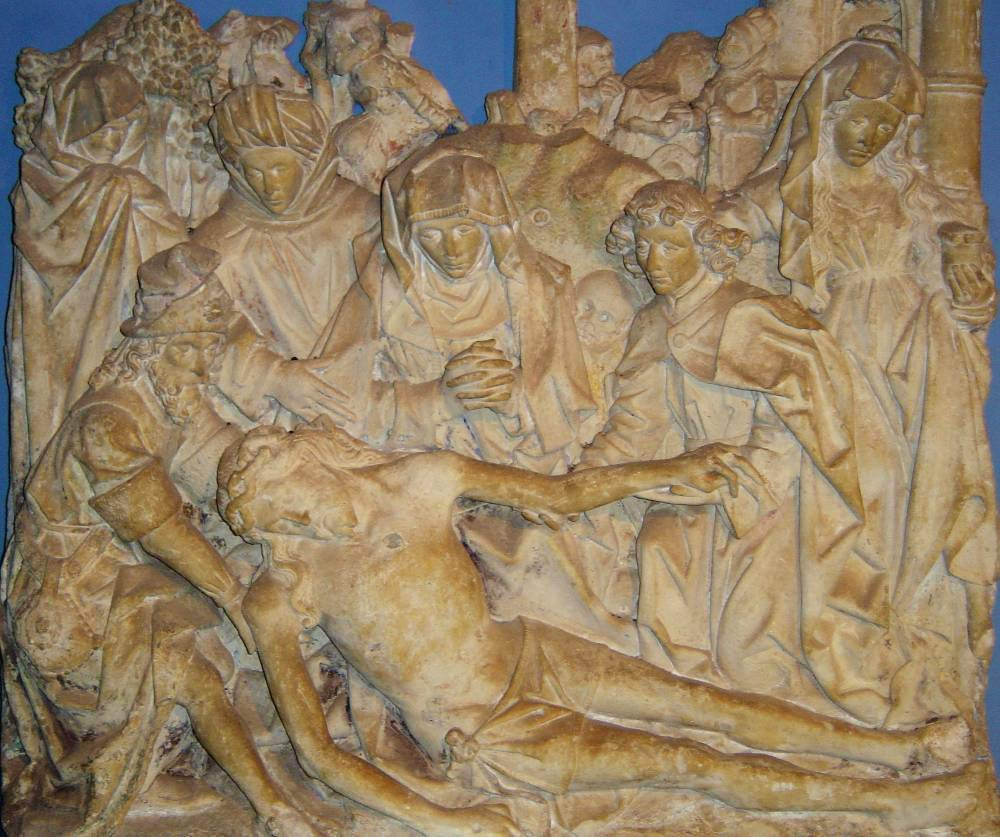
Levée du Christ, extrait du lapidaire.

En 1830, les  6 et 13 mars 1830, le duc de Luynes Charles Marie Paul André d'Albert de Luynes domicilié dans son hôtel particulier à Paris (no 33 rue Saint-Dominique), vend la terre de Castelnau, comprenant le vieux château de Castelnau situé à Prudhomat et divers terrains sur les communes de Bretenoux, Gintrac, Cornac, Belmont, sur le canton de Bretenoux, arrondissement de Figeac, département du Lot à son ancien administrateur du domaine les cinq dernières années, M. Jean-Baptiste Lacoste, avocat au Conseil d'État et à la Cour de cassation de Paris, ancien avoué près de la cour royale, domicilié à Paris (no 18 rue des Fossés-Saint-Germain, actuelle rue de l'Ancienne Comédie), ancien mandataire du duc pour ses affaires. Achat fait pour un montant de 360 000 frs, avec l’obligation de créer une Fondation religieuse, selon le testament de Mme la comtesse Pauline Sophie d’Albert de Luynes pour faire dire des messes pour les fidèles trépassés de la paroisse de Castelnau, sinon en cas d’empêchement, l’obligation de verser la somme de 400 francs à la fabrique pour les pauvres de Castelnau.
En 1831 Jean-Baptiste Lacoste revendra rapidement en plusieurs parcelles les terres de cet ensemble, dont en juillet 1831 le « vieux château et sa terre environnante de Peyrières » à son ami M. Antoine Molin de Teyssieu, habitant du manoir de Loulié à Bretenoux (Lot), maire du lieu puis conseiller général du Lot, qui tentera à plusieurs reprises d’obtenir des subventions pour sauvegarder le château sans toutefois y parvenir. Achat pour un montant de 63 500 francs en six ans à 5 % l’an.
En juillet 1844, sous la monarchie de Juillet, le préfet du Lot de 1837 à 1847 Étienne François Marie Boby de la Chapelle (1786-1867) s'inquiète du bruit concernant la destruction du château pour en vendre les pierres, l'inspecteur Frédéric Calvet de la commission nationale des monuments historiques remet un rapport montrant l'état d'abandon du château.
En 1846, Prosper Mérimée (1803-1870) écrit que le château est digne d'être classé au titre des monuments historiques, mais que le coût des travaux étant important, il fallait savoir ce qu'il convenait d'en faire. Le préfet propose d'y établir un dépôt de mendicité pour y recevoir les indigents du Lot et des départements voisins. Le ministre de l'Intérieur donne un avis favorable le 16 juillet 1847, mais demande un avant-projet. L'architecte diocésain Thégry fait un rapport et estime le coût des travaux de remise en état à 40 000 francs plus 20 000 francs. Le conseil départemental du Lot sollicita l’État dans le but d’aider le département à acquérir Castelnau. On ne s’entendit pas sur la part de sacrifices que chacun aurait à faire et la négociation en resta là.
M. Antoine Molin de Teyssieu en restera propriétaire durant vingt ans jusqu’à ce dramatique incendie qui débuta dans la nuit du 28 au 29 janvier 1851 et qui durera trois jours d’après les journaux de l’époque et détruisant une grande partie de l'aile sud-ouest du château construite au XVIIe siècle par les Clermont-Lodève. Indemnisé rapidement pour cette catastrophe par la Compagnie d’Assurance L’Union, compagnie d'assurance française fondée en 1829, auprès de laquelle il avait signé un contrat d’assurance incendie deux ans auparavant.

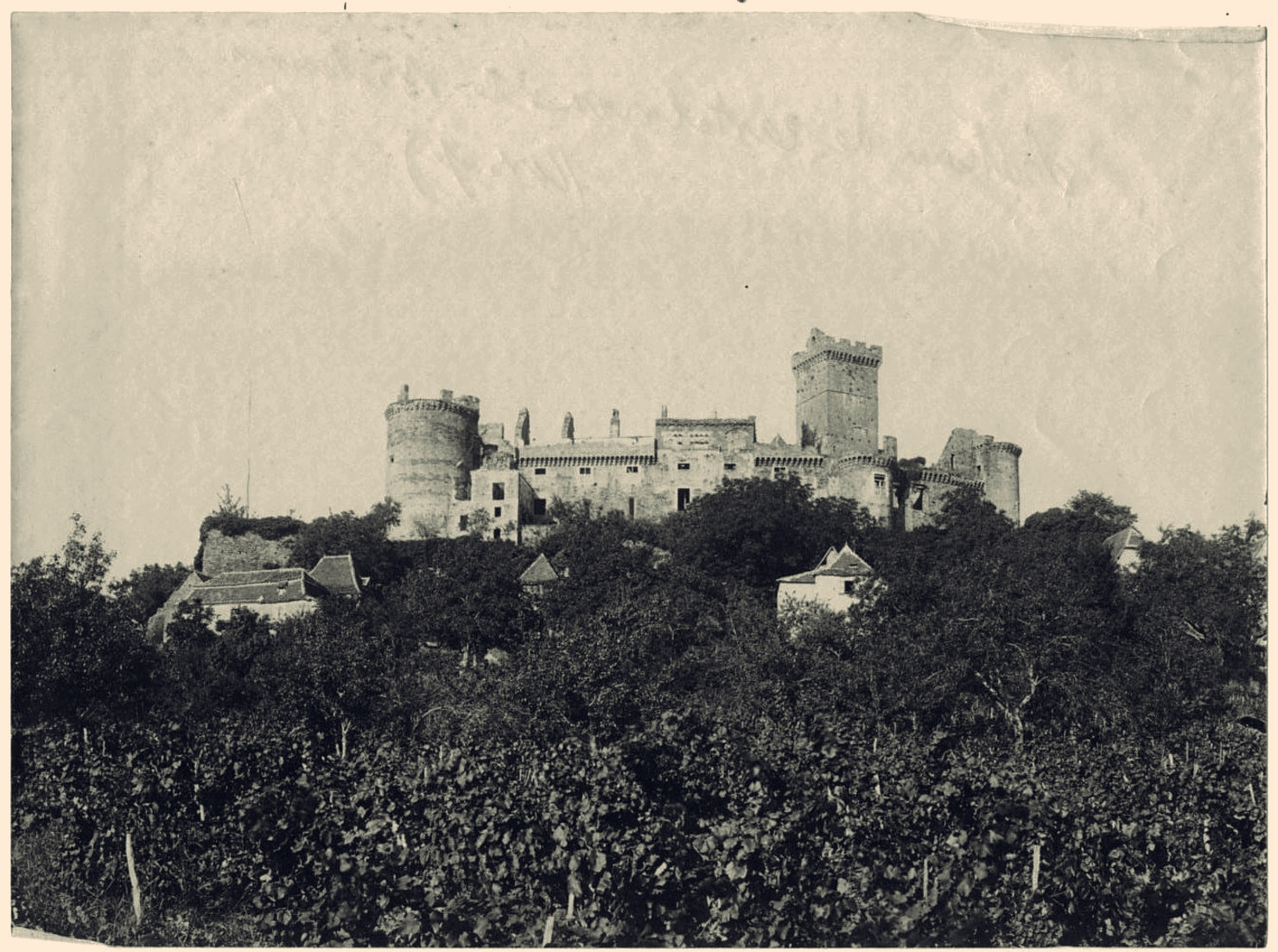
Le château après l'incendie.

Le 4 avril 1851 (soit deux mois après cette catastrophe), M. Antoine Molin de Teyssieu traitera la vente « des ruines de son château accompagnées de vignes et de sa terre avoisinante de Peyrières », avec M. Charles Eugène Bacle de Saint-Loup, inspecteur à la dite Compagnie d’Assurance L’Union, domicilié à Paris (no 11 rue de la Banque), dit propriétaire pour « son compte propre» et son épouse Mathilde Octavie Louise Macaire. Achat fait pour le montant de 21 000 francs.
Un an après, en janvier 1852, M. Charles Eugène Bacle de Saint-Loup rencontrant quelques difficultés pour effectuer son règlement auprès de M. de Teyssieu, essaye de trouver des solutions, dont un contact avec une communauté religieuse et en définitive vend par actes des 5 et 6 janvier 1852 l’ensemble de ses biens c’est-à-dire « les restes du château et terres avoisinantes », à la Compagnie d’Assurances L’Union dont le siège social se trouve à Paris (no 15 rue de la Banque) ; ce qui solde le non-paiement de l’achat fait par M. de Saint-Loup à M. de Teyssieu,.
Puis à son tour, en août 1853, la dite Compagnie d’assurances L’Union vend, selon « une entente verbale », à M. Charles Eugène de Bousquet de Montanceix (Montrem Dordogne), administrateur de la Compagnie d’assurance « La Providence », domicilié à Paris (no 17 rue d'Anjou), et à son épouse, Mathilde Octavie Louise Macaire, le même ensemble, après plusieurs tentatives de reventes et de transmission diverses qui échouent, ils deviennent définitivement propriétaires le 21 juillet 1860, soldant enfin l’affaire « Bacle de Saint-Loup et Molin de Teyssieu ». M. de Bousquet de Montanceix eu, un moment, l'idée d'y installer un monastère. Il en restera propriétaire jusqu'en 1862.
En 1862 le château de Castelnau-Bretenoux est classé monument historique, en 1932 l'ensemble du site sera inscrit.
Enfin le 29 juin 1862, selon acte devant Maître Bernard Basilide Trassy notaire à Bretenoux, entre M. Hyppolite Argueyroles, propriétaire du château de Miègemont à Altillac en Corrèze, mandataire pour le compte de M. et Mme de Bousquet de Montanceix restés en leur domicile parisien, traite la vente est enregistrée pour les « restes du château de Castelnau, de ses vignes et de sa terre avoisinante de Peyrières » avec M. Marc Antoine Célestin Selves (1804-1875) curé recteur depuis 1851 de l’église paroissiale de Castelnau ancienne collégiale du château,. Curé dont le romancier Pierre Loti (1850-1923) parle entre 1862-1863 dans ses mémoires Le roman d’un enfant paru en 1890.
Le 3 juillet 1875 après la disparition de l'abbé, son héritage, « dont les restes du château et terres avoisinantes » sera transmis à son héritier universel, son neveu Émile Auguste Selves (1862-1892), fils de son frère Augustin Selves (1813-1886), enfant mineur âgé de 13 ans ! qui sera accompagné de son tuteur Jules dit Félix Pégourié (gendre de la sœur de Marc Antoine Célestin Selves : Pétronille Delphine Selves) marié avec Euphrasie Chalvet, et du subrogé tuteur Basile Flamary.
Par acte en date du 6 septembre 1875, Maître Bernard Basilide Trassy établit l'estimation des biens concernant : meubles, vaisselles, vêtements, bibliothèque, livres, tableaux, etc ; biens immobiliers ainsi que des titres et biens divers argent en prêt, rapports, etc.. Estimation de l’héritage 31 247,10 frs.

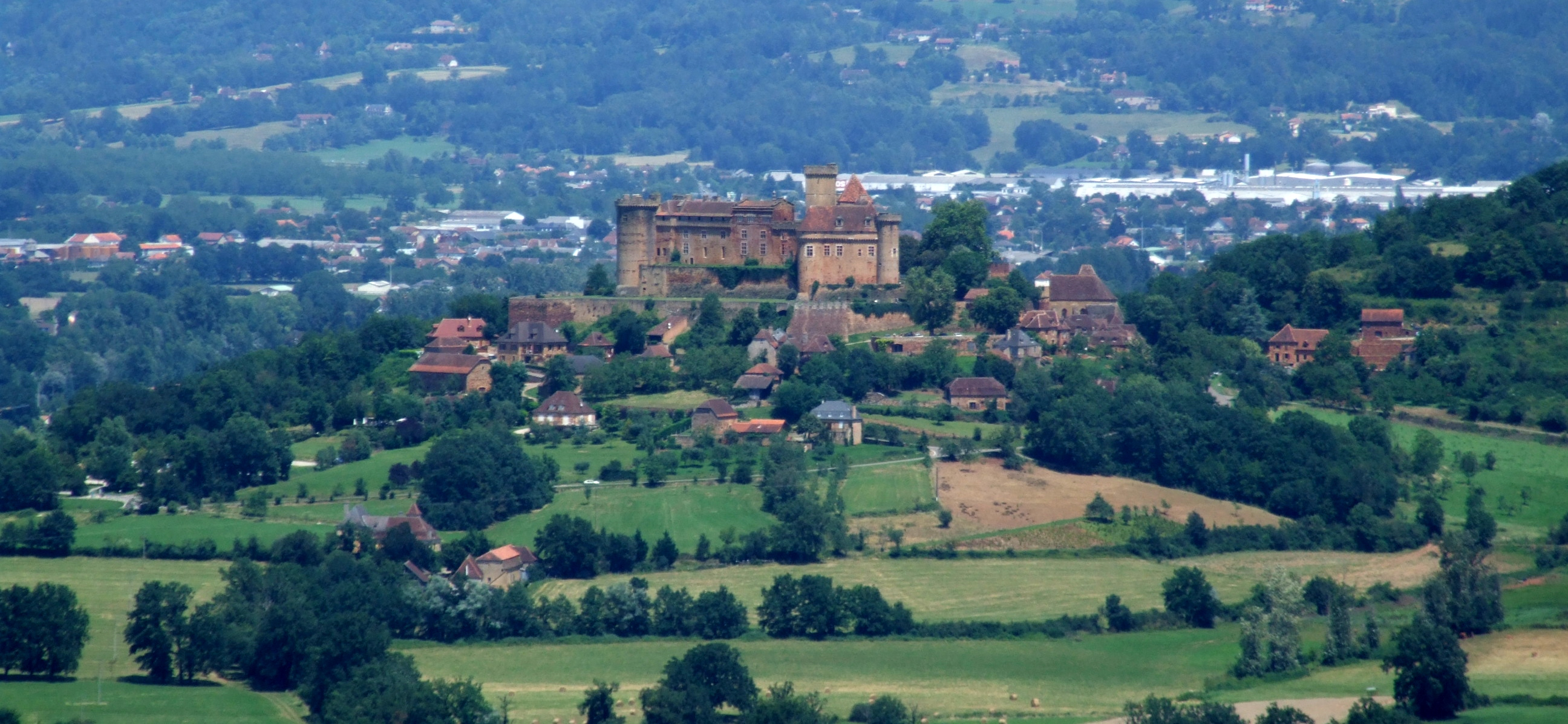
Castelnau-Bretenoux aujourd’hui.

Six années après, l'ensemble paraissant mal géré fin décembre 1879 une vente aux enchères est annoncée pour « les restes du château et sa terre avoisinante de Peyrières » avec une mise à prix de 10 000 francs ; l’ensemble sera acquis par adjudication fin janvier 1880 par la seule personne présente : à M. Pierre Paul Gustave de Bizal-Deldon de Pradelle (1839-1891), ancien préfet, futur conseiller général du Lot (devenu en parallèle : poète et auteur dramatique reconnu à Paris), qui essayera à plusieurs reprises de sauvegarder ce château en demandant des subsides, souvent sans succès. Ce dernier demande dans une lettre, datée du 12 août 1881, une aide de l'État pour la restauration des toitures. Malgré l'appui de la commission nationale des monuments historiques, cette aide est refusée.
Il restera propriétaire de cet ensemble durant onze ans avant de le transmettre par héritage à sa disparition en mars 1891 à son héritier universel, son frère M. Nicolas Constantin Albert Bizal-Deldon de la Pradelle, et à son épouse Marie Armandine Bergougnoux ; malheureusement en avril 1893, à la suite de mauvaises affaires et d'une procédure judiciaire qui suivra, ce couple sera contraint « à titre solidaire » de vendre leurs biens, dont « les restes du château et terre avoisinante Peyrières, etc. ».
Le vendredi 7 août 1896 est annoncée la première séance de cette vente aux enchères qui aura lieu lundi 10 août 1896 ; elle sera suivie les jours suivants par d’autres séances exceptionnelles avec l’apparition de propriétaires éphémères !…
Les enchères ont démarré au tribunal de Figeac par une mise à prix de 6 000 frs : 
- le 10 août enchère de M. Sylvain Lajugie liquoriste de Figeac à 10 000 frs
- le 10 août sur-enchère de maître Henri Pérès avocat de Figeac à 15 000 frs
- le 12 août sur-sur-enchère de madame veuve Mielvacque de Paris à 18 000 frs
- le 14 août apparait la « folle enchère» de M. Adolphe Cussonat rentier de Paris à 18 000 frs (folle enchère que l’on peut appeler « réitération des enchères » est la situation dans laquelle se trouve le dernier adjudicataire qui n’a pas été en mesure de respecter ses engagements en payant le prix ou les frais de l’adjudication.)[25].

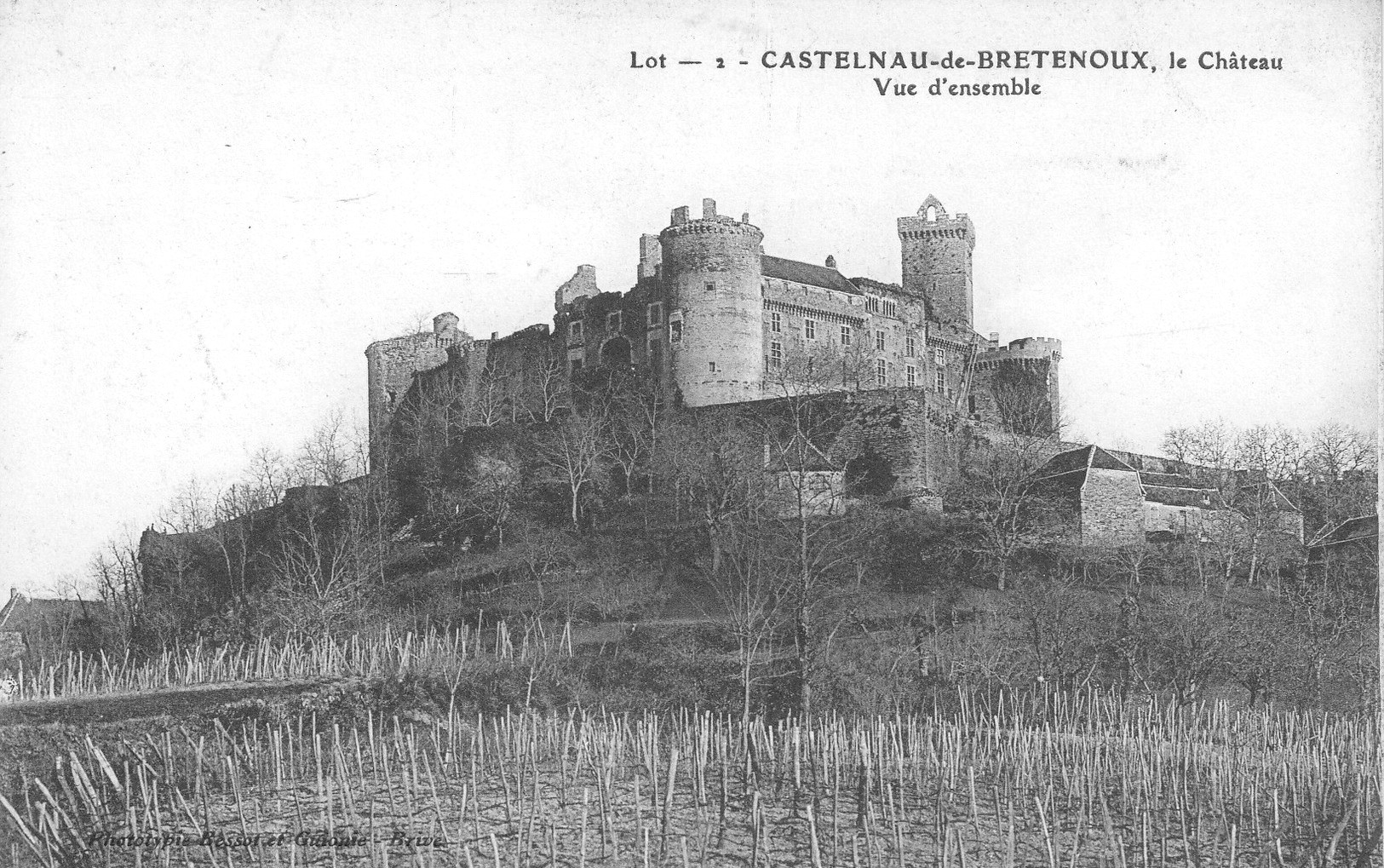
Le château au début du XXe siècle.

Le samedi 5 septembre 1896, à la suite de ces enchères mouvementées (quatre acheteurs en cinq jours !) après une reprise à 18 100 frs, le château est finalement adjugé à Maître Loubet avoué de Figeac pour la somme de 18 550 frs plus 1 800 frs de frais soit 20 350 frs pour le compte de M. Jean Mouliérat (1853-1932) chanteur de l'Opéra-Comique de Paris. Celui-ci entreprend la restauration du château en y consacrant trente ans de sa vie, le sauvant ainsi d'une ruine définitive. Grand collectionneur d'œuvres d'art : meubles, objets d’art religieux, peintures et sculptures, ses riches collections sont principalement réunies dans les pièces où il habitait, au premier étage de l'aile est. Quelques jours avant sa mort, survenue le 20 avril 1932, le chanteur fait don du château à l'État, en demandant que l'aménagement de ces pièces soit conservé intact. Le 13 mars 1933 lors de l’acceptation par l’État du bien transmis par M. Jean Mouliérat, par acte enregistré chez Maître Courcier, notaire à Paris (17 rue de Presbourg), l’ensemble est estimé à environ 1 078 165 francs soir environ aujourd’hui 4 200 000 euros.

## Description

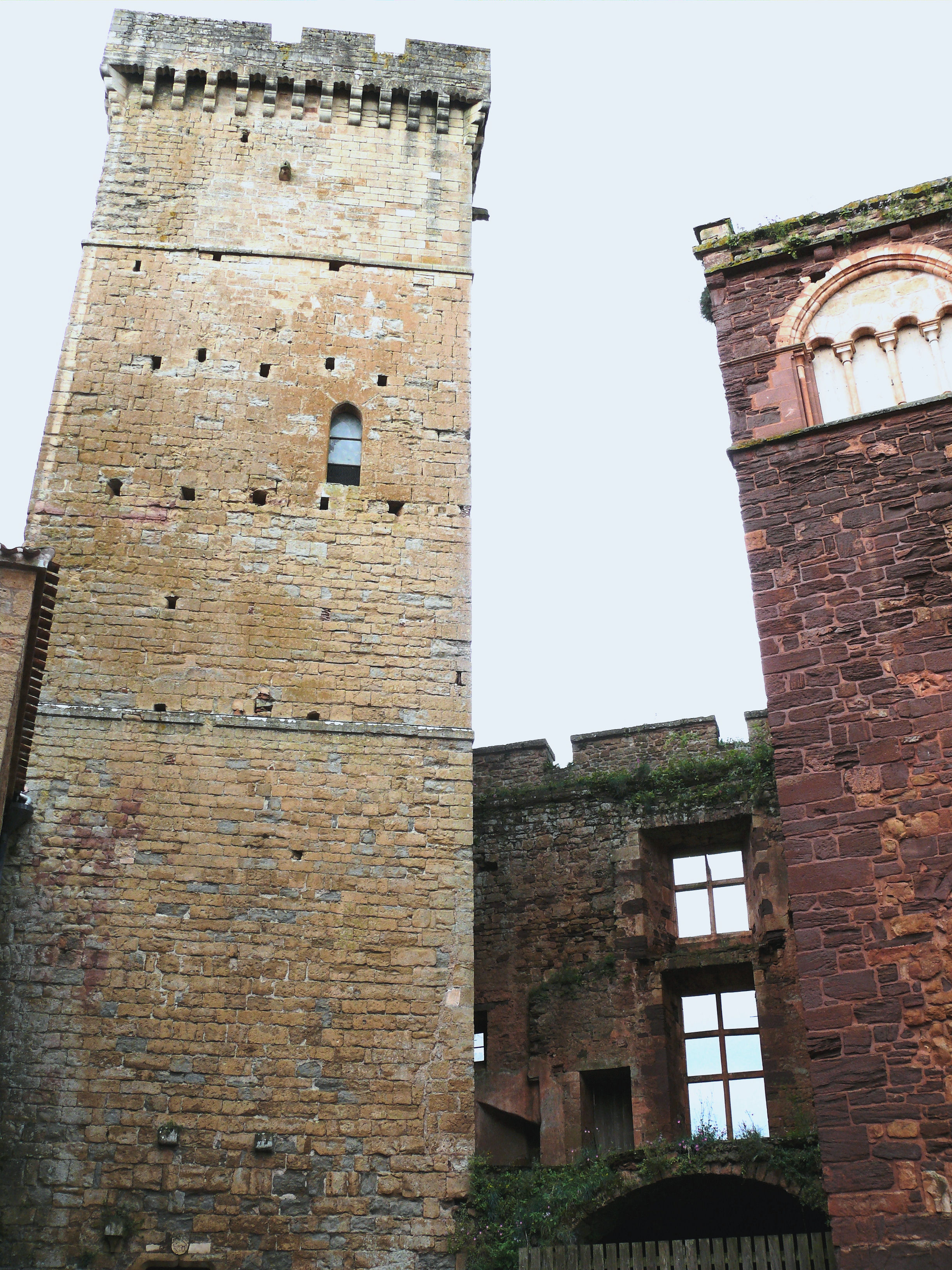
Donjon et tour de l'auditoire.

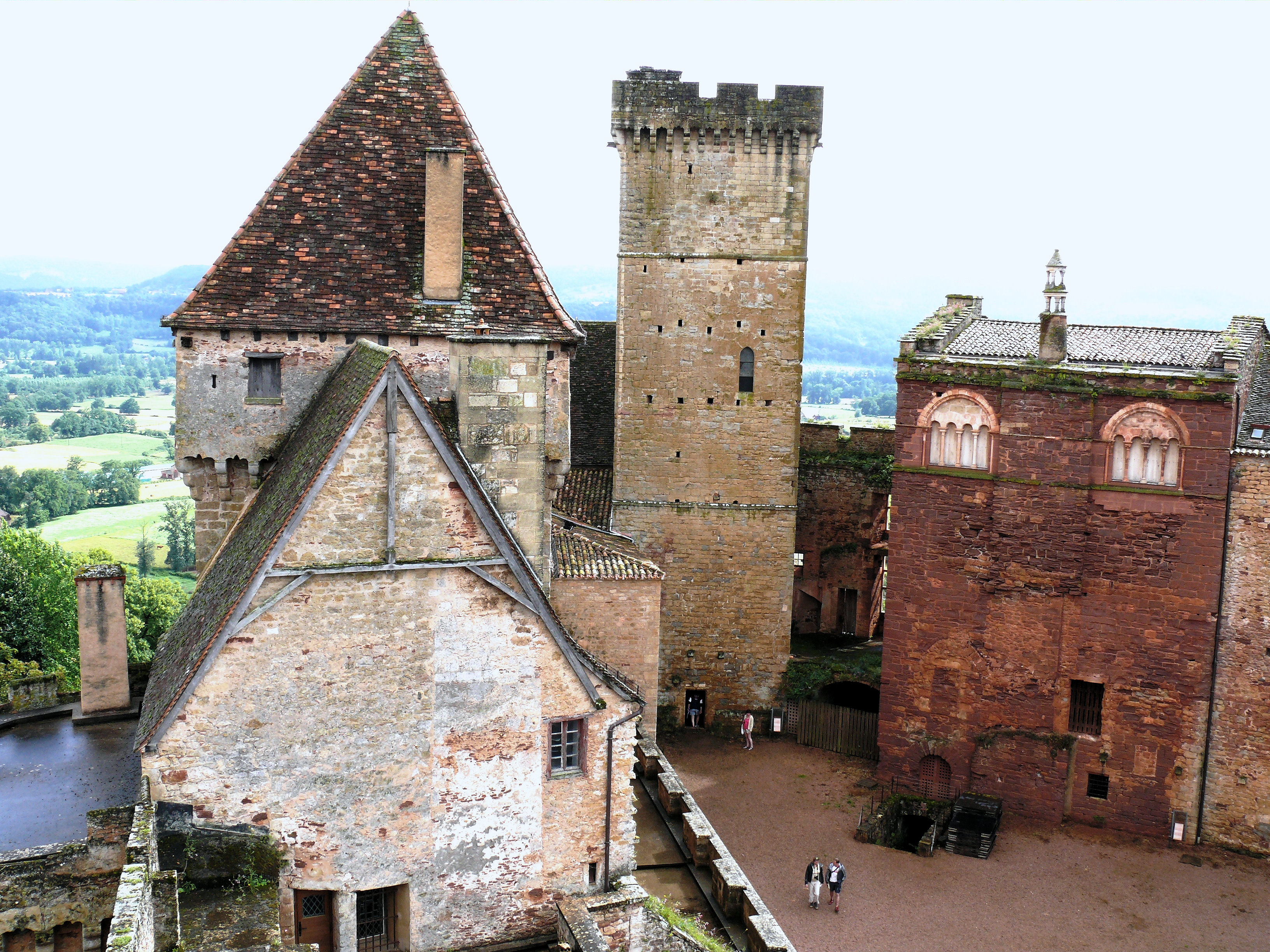
Les différents bâtiments autour de la cour.

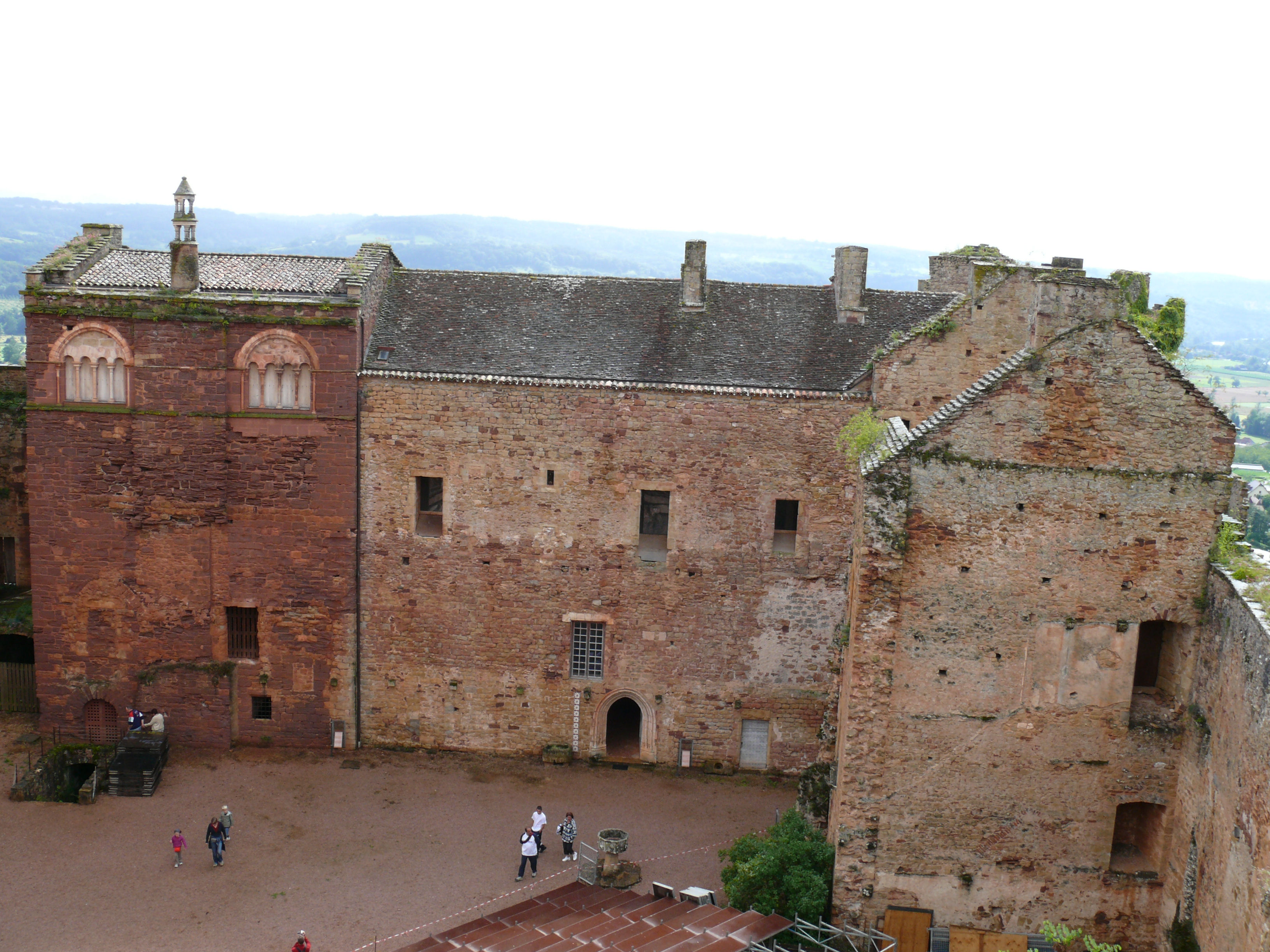
Tour de l'auditoire et ce qu'il reste du logis construit au XIVe siècle.

Bâti sur une colline à l'intersection de plusieurs vallées, dont celle de la Dordogne, le château est visible de loin et reconnaissable à ses murs de pierre rouge. Sa forme est globalement triangulaire :
- 86 mètres pour le front est qui comprend l'entrée du château ;
- 84 mètres pour le front nord-ouest ;
- 83 mètres pour la front sud-ouest.

Sa conception impose le respect : triple enceinte, larges courtines, fossé profond, neuf tours rondes.
Il ne reste rien en élévation de ce qui a été construit au XIe siècle par les barons de Castelnau.
Le plus ancien bâtiment date du XIIe siècle : la « tour de l'auditoire ». Il est probable que le château ait été reconstruit après le siège de 1159. La tour de l'auditoire est un bâtiment rectangulaire mesurant 8 × 11 m, d'une hauteur de 20 m. Il est construit sur deux niveaux de caves et comprend deux niveaux, aveugles à l'origine, avec au sommet une grande salle, une aula, ouverte par cinq baies remarquables (la construction des bâtiments du XIVe siècle a rendu aveugle l'ouverture sur un des côtés), trois côtés extérieurs et deux sur la cour du château avec une cheminée entre les deux ouvertures, lieu de vie et de réception où se sont réunis les États du Quercy. Cette salle a pu être aménagée par Bernard de Castelnau ou Maffre II.
À côté se trouve le donjon de 7 m de côté et de 30 m de hauteur construit à la fin du XIIe et au début du XIIIe siècle. Les murs font 2 m d'épaisseur. Le donjon a été surélevé au XIVe siècle. Il comporte trois niveaux. On voit encore des trous de boulin qui servaient à monter des Hourds avant que ce mode de défense devienne inutile quand des mâchicoulis ont été construits lors de la surélévation du donjon. En 1475, Jean II fait une ouverture pour y placer une cloche. La salle du premier étage est voûtée sur croisée d'ogives.
Le reste du château est construit au XIVe siècle, au moment où la famille s'impose dans la région dans une période très troublée. Le bâtiment de l'auditoire est prolongé par le corps de logis de même largeur. Il correspond peut-être à l'agrandissement du château prévu par la charte d'Hugues III, en 1345. Ce corps de logis est remanié par les aménagements luxueux faits par Alexandre de Castelnau (1590-1621).
D'après une charte de 1329, la chapelle castrale de deux travées a été construite à la demande de l'évêque de Rodez Pierre de Castelnau, et non de l'évêque de Cahors Bégon de Castelnau, par un maître-maçon de Bretenoux, Jean d'Astorg. Cette nouvelle chapelle a été construite à l'emplacement d'une ancienne chapelle romane qui a été détruite. Un blason sculpté en clé de voûte est attribué à l'évêque de Cahors, Jean de Castelnau-Calmont. La chapelle castrale était entièrement peinte, mais ses fresques, citées dans les rapports de visite du XIXe siècle, ont disparu sauf quelques traces.

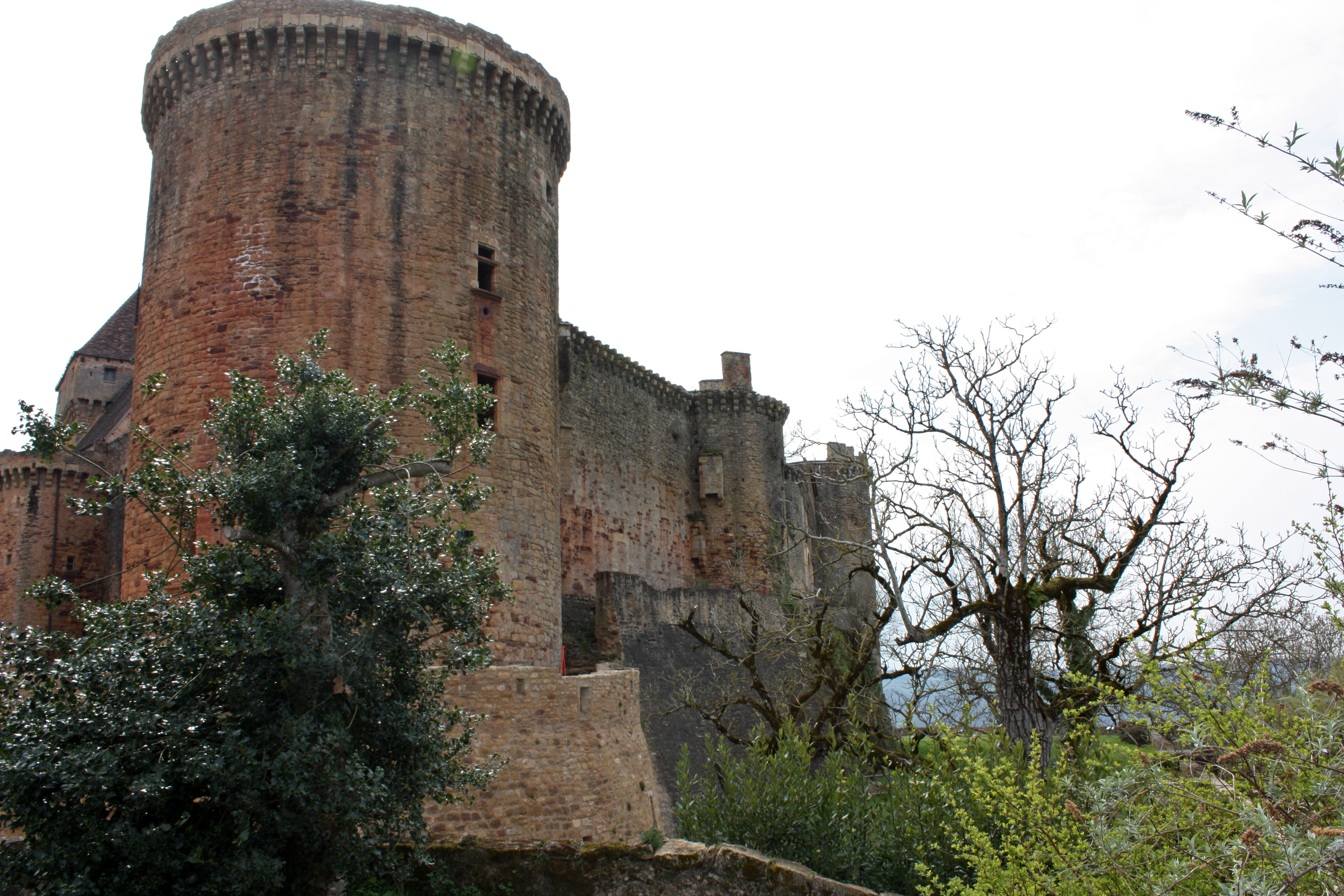
Tour militaire et front nord de l'enceinte.

Trois tours marquent les sommets du triangle de diamètres différents. Celle du sud a 5 m de diamètre, celle de l'ouest a 9 m et la « tour militaire », ou grosse tour, a un diamètre de 12 m.
La tour militaire est renforcée au XVe siècle pour augmenter sa défense au moment où apparaît l'artillerie. On y fait des archères et des canonnières sur cinq étages. Les trois étages supérieurs ont un usage résidentiel.
Les bâtiments sont transformés au XVIe siècle pour améliorer le système défensif et les parties résidentielles.
On l’embellit au XVIIe siècle pour en faire une demeure de plaisance en y ajoutant des salons richement décorés, des fenêtres plus fonctionnelles et un balcon d’honneur.
Abandonné par les ducs de Luynes, le château va progressivement tomber en ruine. L'incendie de 1851 a fait disparaître les appartements du XVIIe siècle. C'est Jean Mouliérat, à partir de 1896, qui va faire de la restauration l'œuvre de sa vie et lui donner son état actuel.
L'église du château, construite au XIVe siècle a été classée monument historique le 18 mars 1913.

## Héraldique
- Blason de la famille de Castelnau-Bretenoux : « de gueules au château d'or. » ;
- Le blasonnement de la commune de Castelnau-de-Bretenoux en est selon Malte-Brun : « D'or, à un château de quatre tours de gueules. »[30].

## Visite
Le château de Castelnau-Bretenoux a été légué à l’État à la mort de son dernier propriétaire en 1932. Pendant toute l'année, le Centre des monuments nationaux y organise des visites libres ou commentées dans les appartements, pour les individuels, les groupes ou les scolaires. Les appartements sont composés de sept pièces, situées au premier étage de l'aile est, restaurées et meublées par Jean Mouliérat.
Ce château est le plus visité du Lot avec 46 156 visiteurs pour l'année 2017 avec un record de 53 000 visiteurs en 2014.

#### Études
- Notice historique et archéologique sur Castelnau-de-Bretenoux (Lot), Jean-Baptiste Poulbrière, Tulle, 1873
- J. Banchereau, « Castelnau de Bretenoux », dans Congrès archéologique de France. 84e session. Limoges. 1921, Paris, Société française d'archéologie, 1923 (lire en ligne), p. 395-410
- Un joyau du Quercy. Castelnau-de-Bretenoux, Henri. Ramet, Toulouse, imprimerie régionale, 1932, 96 pages, in-8
- Louise Bourrachot, « L'administration des biens d'une baronnie Quercynoise à la fin du XVIIIe siècle », Bulletin de la Société des études littéraires, scientifiques et artistiques du Lot, t. LXXIV,‎ juillet-septembre 1953, p. 147-153 (lire en ligne)
- Les 38 barons de Castelnau, Jacques Juillet, Saint-Yrieix-la-Perche (Haute-Vienne), imprimerie Fabrègue, 1971
- « Les Castelnau-Bretenoux », Jacques Juillet, dans Monuments historiques, n° 106, décembre 1979, p. 86-87
- Yves Bruand, « Le château de Castelnau-Bretenoux », dans Congrès archéologique de France. 147e session. Quercy. 1989, Paris, Société française d'archéologie, 1993 (lire en ligne), p. 191-203
- Le Château de Castelnau-Bretenoux, Mireille Bénéjeam-Lère, s. l. n. d . [1990]
- Châteaux, manoirs et logis : le Lot, Catherine Didon, Association Promotion Patrimoine, Éditions patrimoines & médias. 1996, p. 62-63 / 336  (ISBN 2-910-13718-X)
- Le Château de Castelnau-Bretenoux, Pascale Thibault, Éditions du patrimoine (coll. « Itinéraires »), Paris, 2001  (ISBN 2-85822-606-7)
- « Le château de Castelnau-Bretenoux au XIXe siècle - destin d’un monument historique », article de Juliette Lobry. S.E.L. (Société des Études du Lot). 38 rue de la Chantrerie. 46000. Cahors : Tome CXXIV (124) 4e fascicule, oct-déc 2003, aux Archives départementales du Lot sous la cote 3-PER-37 art. 124, dont pages 251 à 280, (synthèse d’un mémoire de maîtrise en histoire de l’art, de Juin 2001 à l’université Paris IV Sorbonne sous la direction de Mme Françoise Hamon). Juliette Lobry  écrit : « Choisir le château de Castelnau-bretenoux, comme sujet d’étude vient de mon attachement à la fois familial et sentimental à cette région. Le Quercy est mon pays natal. Mon grand-père le colonel Jean Bergue me l’a fait connaître et aimer. »
Mais elle y a aussi travaillé comme guide touristique 1999/2000/2001 alors qu’avait lieu une exposition sur Jean Mouliérat le dernier propriétaire de cet édifice organisée Mme Pascale Thibault conservatrice du château.
- « Les 15 propriétaires du château de Castelnau-Bretenoux de 1830 à 1930 », article de Colette Gay, Paulette Hillairet et Françoise-Albertine Mas. S.E.L. (Société des Études du Lot). 38 rue de la Chantrerie. 46000. Cahors : Tome CXL (140), 2e fascicule, avril - juin 2019
- « Un curé de campagne au XIXe siècle dans le Lot. La généalogie de l’abbé Célestin Selves (1804/1875) », article de Françoise-Albertine Mas. Bulletin n° 111, septembre 2019. ARHFA (Association de Recherches sur l’Histoire des Familles). 218 rue des Cadourques 46000 Cahors

#### Littérature
- Le Roman d’un enfant de Pierre Loti (1850-1923), 1890 Loti parle dans ses mémoires du curé de Prudhomat entre 1862-1863 (Marc Antoine Célestin Selves) ; voir sur beq.ebooksgratuits.com.
- À ma terre, M. Larraufie, éditions Edilivre, Saint-Denis, 2018  (ISBN 9782414186129) Une partie du roman se passe au château de Castelnau-Bretenoux au XIVe siècle.